# Grev Jakob af Halland
Grev Jakob af Halland, eller Nørrehalland, (død ca 1309), var søn af Niels af Halland, der var sønnesøn af Valdemar Sejr.
I 1275-1276 støttede han efter sigende Magnus Ladelås sammen med Erik 5. Klipping under krigen mod Valdemar Birgersson.
Jakob blev greve af Halland i 1283. Han var fjendtligt indstillet over for Erik Klipping og dømtes ved Danehoffet i 1287 fredløs som medskyldig i mordet i Finderup Lade året før. Han kæmpede sammen med de fredløse og den norske konge Erik Præstehader under De fredløses krig, men Jakob Nielsen måtte i 1305 afstå sit len til Erik Præstehaders bror Håkon 5. af Norge, der havde overtaget den norske trone.